# Olivier Milloud
Olivier Milloud (Saint-Vallier, 9 dicembre 1975) è un ex rugbista a 15 francese, già pilone per 16 stagioni del Bourgoin-Jallieu.

## Biografia
Nativo di Saint-Vallier (Drôme), si formò rugbisticamente nel Valloire-Galaure (St. Sorlin) e successivamente, fino a 20 anni, giocò a Beaurepaire (Isère).
Dal 1995 al Bourgoin-Jallieu, ha vinto con tale club l'European Challenge Cup nel 1997.
Esordiente in Nazionale nel 2000 (subentrato contro la Romania), disputò il suo primo incontro da titolare, e secondo assoluto, più di un anno dopo il debutto, nel giugno 2001 contro la Nuova Zelanda.
Presente in tutte le edizioni del Sei Nazioni dal 2002 al 2007 con eccezione di quella del 2004, vanta tre vittorie nel torneo, una delle quali con il Grande Slam.
Fu anche presente (con 5 incontri) alla Coppa del Mondo di rugby 2003 in Australia, dove raggiunse il 4º posto finale, e a quella del 2007 in Francia, ottenendo lo stesso piazzamento finale di quattro anni prima.
Dopo la retrocessione in Pro D2 del Bourgoin-Jallieu alla fine della stagione 2010-11, Milloud, al pari di altri giocatori, lasciò il club per trasferirsi altrove: la destinazione fu lo Stade français, formazione parigina, in cui terminò la carriera alla fine della stagione successiva.

## Palmarès
- Challenge Cup: 1
Bourgoin-Jallieu: 1996-97